# فرانك غراهام
فرانك غراهام (بالإنجليزية: Frank Graham)‏ (و. 1914 – 1950 م) هو مقدم برامج إذاعية، وممثل صوت، وممثل، من الولايات المتحدة الأمريكية، ولد في ديترويت، ميشيغان، توفي في هوليوود، كاليفورنيا، عن عمر يناهز 36 عاماً.

## وصلات خارجية
- فرانك غراهام على موقع IMDb (الإنجليزية)
- فرانك غراهام على موقع أول موفي (الإنجليزية)
- فرانك غراهام على موقع قاعدة بيانات الأفلام السويدية (السويدية)
- فرانك غراهام على موقع قاعدة بيانات الفيلم (الإنجليزية)